# بی. گرتز براون

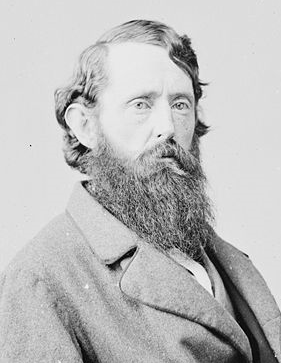
نگاره‌ٔ بی. گرتز براون، سناتور اسبق اهل آمریکا

بی. گرتز براون (به انگلیسی: B. Gratz Brown) سناتور سابق عضو حزب جمهوری‌خواه ایالات متحده آمریکا بود. وی در سال ۱۸۶۳ تا ۱۸۶۷ میلادی سناتور ایالت میزوری در سنای ایالات متحده آمریکا بود.